# 졸로투른-랑나우 철도
졸로투른-랑나우 철도(Solothurn–Langnau railway)는 스위스 에멘탈에 있는 철도 노선이다. 그것은 부르크도르프에 기반을 둔 에멘탈 철도(에멘탈 철도, EB)에 의해 건설되었다. 이 노선은 졸로투른에서 부르크도르프를 거쳐 랑나우 임 에멘탈까지 이어진다. 현재는 BLS AG의 일부가 되었다.

## 역사
에멘탈 철도 회사는 1872년 8월 4일에 설립되었으며, 부르크도르프에 기반을 두고 있다. 면허는 1872년 5월 1일에 99년 동안 부여되었다.
회사 총회는 1942년 6월 20일 랑나우에서 부르크도르프-툰 철도와의 합병을 승인했다. 이 합병으로 에멘탈-부르크도르프-툰 철도가 창립되었다.

### 증기견인으로 개통

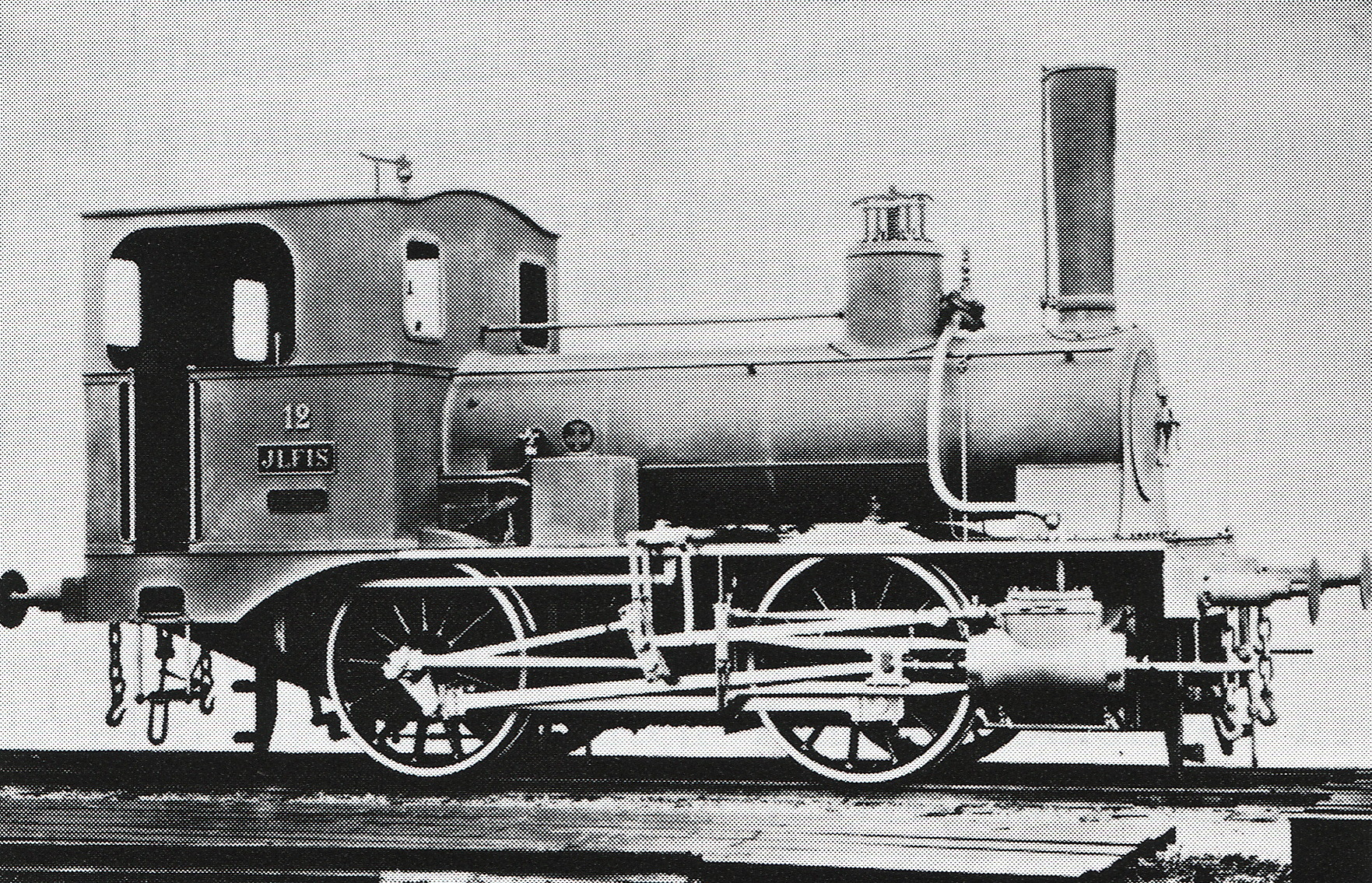
에멘탈 철도의 이피스 1번 차량

에멘탈 철도는 1864년 4월 1일에 개통된 데렌딩엔 – 비버리스트 – 게르라핑엔 산업 마차 철도에서 발전했다. 이것은 데렌딩엔에서 졸로투른-헤르초겐부히제 철도(현재는 대부분 졸로투른-반츠빌 철도)와 연결되었다.
표준 궤간 철도의 첫 번째 구간은 1875년 5월 26일 부르크도르프와 데렌딩엔 사이에 개통되었다. 부르크도르프에서 비버리스트까지의 15.62km 길이의 노선은 에멘탈 철도에 의해 건설되었으며, 비버리스트에서 데렌딩엔까지의 산업 철도와 연결되었다. 1876년 12월 4일, 스위스 중앙 철도(SCB)는 현재 쥐라풋 철도의 일부로 간주되는 올텐-졸로투른 사이의 구간을 포함하여 이른바 가이 철도(Gäubahn)를 개통했다. 졸로투른의 에멘탈 철도역까지 이어지는 비버리스트까지의 4.33km 길이의 지점. 지선은 1883년 11월 21일 에멘탈 철도로 이전되었다. 1884년 6월 30일 비버리스트-데렌딩엔 구간에서 운행이 중단되었다.
EB는 1881년 5월 12일 베른-루체른 철도의 귐리겐-랑나우 선에서 부르크도르프와 오버마트 교차로 사이의 18.23km 구간을 개통했다. 오버마트와 랑나우 사이의 마지막 거의 3km 구간은 개통 이후 비 EB 트랙을 통해 운영되었다.

### 새로운 강력한 클래스 Ed 4/5 증기 기관차

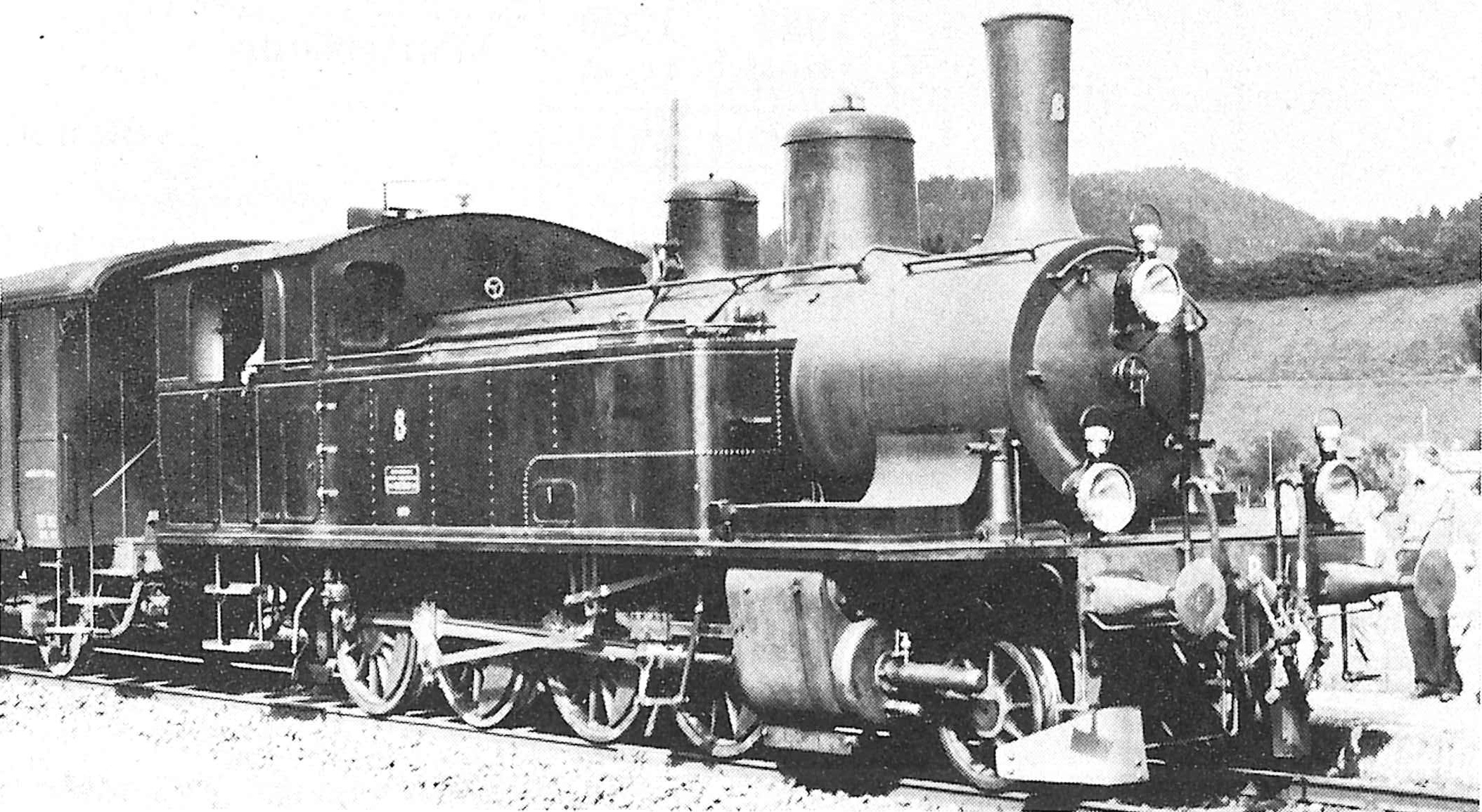
에멘탈 철도의 Class Ed 4/5 no. 8번 증기기관차

1899년과 1914년에 EB는 툰호 철도의 Ec 4/5 등급을 포함하여 다른 스위스 사철과 유사한 설계로 제작된 6에서 8까지의 운영 번호를 가진 3개의 등급 Ed 4/5 증기 기관차를 조달했다. 기관차 6과 7은 증기 기관차였으며, 2기통 복합 기관차 시스템으로 작동했다.
8호 차량은 1914년에 과열 기관차로 제작되었지만, 그 외에는 대부분 이전 기관차와 일치했다. 뜨거운 증기 기관은 700마력을 달성하여 다른 기관차보다 강력했다. 노선의 전철화 후 8호 기관차는 1965년까지 가공선과 독립적으로 작동할 수 있는 대체 기관차로 사용되었다. EBT는 1972년에 베른 증기철도 협회(VDBB, Verein Dampfbahn Bern)에 증여했고, 1978년까지 철저히 보수했다. 불행히도 기관차는 1995년에 81년간의 충성 서비스를 마치고 퇴역해야 했다. 1999년에 기관차가 재개되었다. 새로운 보일러로 서비스를 제공했지만, 기계적 구성 요소에 대대적인 점검이 필요했기 때문에 2008년 말에 다시 서비스를 중단해야 했다.

### 전철화

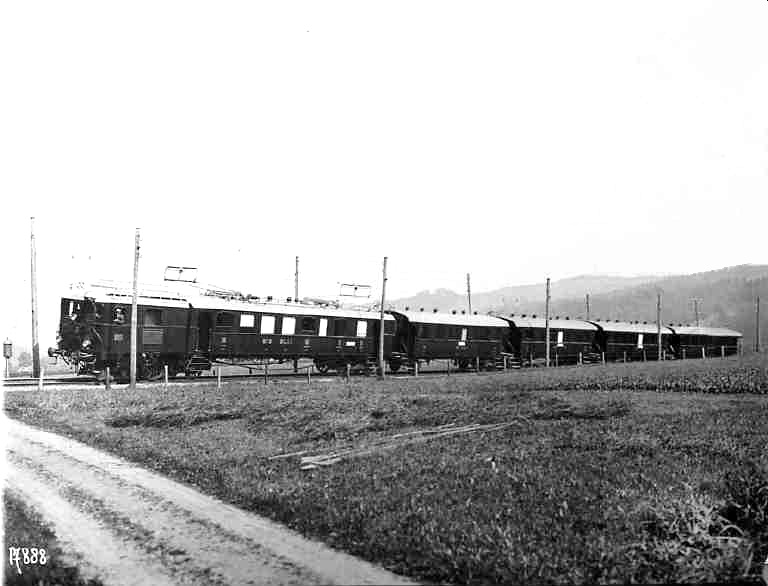
랑나우까지 3단계 운행을 위한 충분한 철도 차량을 보유하기 위해, BTB는 1921년에 2대의 BCe 2/5 BTB로 재고를 보충했다.

1899년 7월 21일 부르크도르프-툰 철도가 개통된 이후 에멘탈 철도는 운영 계약에 따라 이 철도를 운영했으며, 부르크도르프에서 하슬-뤼크자우까지의 노선을 운행할 수 있는 권리를 부여했다. EB의 이사는 동시에 부르크도르프-툰 철도의 이사이기도 했다. BTB는 700V 40Hz 3상 전류로 개통된 이후로 전철화되었다. 부르크도르프에서 툰까지 열차가 계속 운행할 수 있도록 부르크도르프에서 하슬레-뤼에그사우까지의 EB 구간도 2선식 3상 가공선으로 배선되었다.
1차 세계 대전 중 석탄 부족으로 증기 동력 철도 노선에 교통량이 많이 제한되었다. 그런 다음 EB는 하슬-뤼에크자우에서 랑나우까지의 구간에서 소위 비상 전화를 실시했다. 그것은 이웃 BTB와 동일한 전기 시스템으로 운반되었다. 5개의 중고 BTB 배전 변전소가 라인을 따라 설치되었다. 샤프하우젠에서 뤼첼플뤼까지의 고압선은 EB에 전력을 공급했다. 전기 작업은 1919년 12월 17일에 시작되었으며, BTB 철도 차량은 견인에 사용되었다.
1932년에 EB와 BTB 라인은 여러 단계를 거쳐 15kV 16.7Hz AC 가공전차선으로 변환되었다.
- 1932년 9월 1일: 졸로투른-부르크도르프
- 1932년 12월 8일: 부르크도르프-랑나우

### EBT와 합병
에멘탈 철도는 1942년 부르크도르프-툰 철도와 합병하여 에멘탈-부르그도르프-툰반 (EBT)을 형성했다. 제2차 세계 대전 중에 베르네 주 정부는 스위스 중앙 공항 우첸스토르프 건설을 계획했다. 건설되지 않은 공항에는 에플리엔의 졸로투른-랑나우 철도에서 분기된 지선이 포함되었을 것이다.
1952년 4월 21일, 에멘마트와 랑나우 임 에멘탈 사이의 오버마트 교차로에서 기관차 Be 4/4 105가 운반하는 EBT 화물 열차와 스위스 연방 철도의 기관차 Ae 3/6 II 10424 사이에 정면 충돌이 있었다. 시야가 좋지 않아 차량이 전면적으로 충돌했다. 화물 열차의 운전자는 사망했지만 SBB의 동료는 엔진에서 뛰어내릴 수 있었다. 열차 경비원 4명이 부상을 입었다.
1997년 EBT는 유나이티드 후트빌 철도(VHB)와 졸로투른-뮌스터 철도(SMB)와 합병하여 미텔란트 지역교통(RM)을 형성했다. RM과 BLS 뢰치베르크 철도가 2006년에 합병되어 BLS AG가 되었다.